# Psycho Radio
Psycho Radio — второй студийный альбом американской сайкобилли группы Rezurex, выпущен 25 апреля 2008 года на Fiend Force Records.

## Список композиций
1. Walk on the Edge — 3:34
2. Tonight — 4:56
3. Psycho Radio — 4:06
4. Graveyard Girl — 3:33
5. Dead World — 3:24
6. Zombie Town — 2:40
7. Blue Kiss — 3:42
8. Vampira Calling — 3:58
9. Armageddon — 3:09
10. Cemetery Tears — 2:54
11. The Untold — 4:57
12. Restless — 3:05
13. Not from Heaven — 3:06

## В записи участвовали
- Дэниел де Леон — вокал, гитара
- Мэнни — гитара
- K.R.O. — контрабас
- Бен 9000 — ударные

### Приглашённые музыканты
- Грег Хетсон (Bad Religion) — гитара на «Psycho Radio»
- Линда Кэй (The Lonesome Spurs) — вокал на «Vampira Calling»
- Джефф Роффредо (Tiger Army, The Aggrolites) — бэк-вокал на «Zombie Town» и «Armageddon»